# Bruny Surin
Bruny Surin (* 12. července 1967) je bývalý kanadský sprinter, halový mistr světa v běhu na 60 metrů z let 1993 a 1995.

## Sportovní kariéra
Jako osmiletý se přestěhoval z Haiti do Kanady. Nejdříve se věnoval skoku do dálky a trojskoku, po olympiádě v Soulu se orientoval na sprinty. Ve finále běhu na 100 metrů na olympiádě v Barceloně v roce 1992 skončil čtvrtý, na světových šampionátech v letech 1995 a 1999 získal v této disciplíně stříbrnou medaili. Dvakrát se stal halovým mistrem světa v běhu na 60 metrů – v letech 1993 a 1995. Největších úspěchů dosáhl jako člen kanadské štafety na 4 × 100 metrů. Získal bronzovou medaili na mistrovství světa v roce 1993, je dvojnásobným mistrem světa z let 1995 a 1997 a olympijským vítězem z Atlanty v roce 1996. Jeho osobní rekord na 100 metrů 9,84 pochází z roku 1999, nejlepšího času na 60 metru v hale 6,45 dosáhl v roce 1993.